# Fate/Prototype
『Fate/Prototype』（フェイト/プロトタイプ）は、奈須きのこが執筆した未発表の小説作品を原作に制作された、ショートアニメーション作品。当記事では原作にあたる小説（「原作版Fate」）、スピンオフ作品である『Fate/Prototype 蒼銀のフラグメンツ』『Fate/Labyrinth』についても触れる。

## 概要
『Character material』において初公開された、TYPE-MOONレーベルで発売されたPCゲームソフト『Fate/stay night』の原型にあたる作品。その当時の仮称は「原作版Fate（Fate origin）」「旧Fate」。なお「原作版Fate」と本作では若干の変更が加えられている。
設定や登場人物などは発売されている『Fate』シリーズとは大きく異なるものの、聖杯をめぐり、七人のマスターが従えた七体のサーヴァントによるバトルロイヤルという、聖杯戦争を舞台にした伝奇物語という点は共通している。本来であればファン向け読本である『Character material』などで語られる没ネタだったものの、『カーニバル・ファンタズム』3rd Seasonの特典映像として、『Fate/Prototype』と題したラルケ制作の約12分のショートアニメーションBDと、設定資料集『Prototype material』が付属された。武内崇によれば「原作版Fate」の見所を集めたダイジェストであり、この作品がこれ以上の展開をする予定はないと表明されていたが、その後はメディアミックスとしてファンブックやドラマCDを展開、またPSP専用ソフト『とびたて！超時空トラぶる花札大作戦』にもゲストキャラとして登場を果たしている。
そして『コンプティーク』2013年8月号より文・桜井光、絵・中原で本作の前日譚となる外伝小説『Fate/Prototype 蒼銀のフラグメンツ』が連載開始された。2017年よりドラマCD化され、2023年よりコミカライズが『TYPE-MOONコミックエース』にて連載されている。

## 登場キャラクター

### 『Prototype』の登場キャラクター
「旧Fate」における設定は『Character material』『Fate/complete material II』を出典としている。声優は特筆事項がない限り『カーニバル・ファンタズム』および『蒼銀のフラグメンツ』ドラマCDでの配役。
沙条綾香（さじょう あやか）
声 - 花澤香菜
本作の主人公。セイバーのマスター。眼鏡をかけた未熟な魔術師。マスター階梯は最低の第七位・権天使。
洋館に一人暮らしをしている16歳の少女。自己評価は根暗・臆病・視野が狭い・見栄っ張りの最悪な性格と述懐するほど卑屈で、優秀な姉に対するコンプレックスを抱いている。8年前の記憶は虫食いだらけで整合性もあまり取れておらず、狂行に走った父による自分への罵倒の記憶は、姉に対する父の罵倒や姉による自分への罵倒だった物。
根暗で臆病、コンプレックスの塊かつ厭世的だが、変なところで勝気。怖い目に遭うのは嫌だが、勝機があれば積極的に戦うタイプ。決心が付くまでは後ろ向きだが、いざ戦うと決めればどこまでも諦めず挫けないという。
父譲りの黒魔術（ウィッチクラフト）を修練しているものの、本人は魔術自体に嫌悪を抱いており、儀式に使うための鳩の屠殺さえ満足に出来ない。8年前に姉と父を失った原因である聖杯戦争に関わることを拒んでいたが、ランサーの襲撃に逢い、死に瀕した時にセイバーを召喚してしまう。令呪の位置は胸部中央。
『Character material』によると本来は黒魔術ではなく元素変換（フォーマルクラフト）に適性があるらしく、セイバーの助言で後に戦い方を切り替える。
セイバー
声 - 櫻井孝宏
- パラメータ（綾香）： 筋力：B / 耐久：A / 敏捷：B / 魔力：E / 幸運：C / 宝具：C（EX）
- パラメータ（愛歌）： 筋力：A / 耐久：A+ / 敏捷：B / 魔力：A / 幸運：D / 宝具：C（EX）
- スキル： 対魔力 / 騎乗 / 直感 / 魔力放出 / カリスマ

沙条綾香の召喚した剣士のサーヴァント。白銀の鎧を纏った金髪碧眼の青年。サーヴァント階位は、1回目2回目の聖杯戦争ともに最高の第一位。
大人びた価値観と正義感を持ち、悪を糺し善全量を良しとするヒーロー然とした性格。綾香に対し皮肉めいた物言いをすることもあるが、彼女のことを心底大切に思っており、絶対の信服を置いている。天涯孤独な身の綾香にとっては保護者の立ち位置も兼ねる。
真名はアーサー・ペンドラゴン。宝具は約束された勝利の剣（エクスカリバー）。風王結界（インビジブル・エア）など、二重の封印が施されている聖剣。故にアーチャーからは「聖剣使い」と呼ばれる。8年前の聖杯戦争では綾香の姉・沙条愛歌のサーヴァントとして現界し、最後まで勝ち残ったサーヴァントになった。しかし、聖杯の本質と愛歌の異常性に気づいて彼女を殺害し、現界寸前のビーストを倒して自らも消滅した。真相を覚えていない綾香には、記憶が曖昧と嘘を吐いて誤魔化している。なお聖杯に託す願いである「故国の救済」は、8年前の時点で幼い綾香の影響で既に捨て去っており、そのことを悟らせてくれた綾香を救うため再び召喚に応じた。
本編『Fate/stay night』におけるセイバーは凛々しい少女だったが、「旧Fate」では精悍な青年である。設定は本編におけるセイバーに、性格はアーチャーに、そして中盤における変貌した姿のデザインはギルガメッシュに引き継がれた。
アーチャー
声 - 中村悠一
- パラメータ： 筋力：C / 耐久：C / 敏捷：B / 魔力：A / 幸運：B / 宝具：EX

弓兵のサーヴァント。黄金の鎧を纏った青年。サーヴァント階位は第三位。
一人称は我（オレ）。超然唯我独尊とした冷酷な性格だが傲慢になりすぎず、悪逆非道というわけではない。自らが最強の英霊である事にプライドを持っているため、自らより階位が上であるセイバーをライバル視している。また眼鏡を外した綾香に惚れ込んでおり、セイバーを倒して綾香を妃にしようと目論んでいる。一方で愛歌はイシュタルが重なって見えており、嫌悪している。
真名はギルガメッシュ。宝具は、宝物庫の鍵を開ける入れ墨である奉る王律の鍵（バヴ＝イル）と、一対の双剣を組み合わせて弓の形態を取る必殺宝具・終末剣エンキ。発動から七日でナピュシュテムの大波を呼び寄せる。
髪型や鎧姿の露出度、白兵戦でもセイバーに比肩する実力を発揮するなど細かな違いはあるものの、高慢で唯我独尊という気質や、無数の剣を飛ばすなどの攻撃方法、セイバーの前に立ちはだかる最強の敵というポジションは本編におけるギルガメッシュと共通している。またデザインはアーチャーに受け継がれている。
玲瓏館美沙夜（れいろうかん みさや）
声 - 斎藤千和、田辺留依（幼少期）
ランサーのマスター。由緒正しき家に生まれたお嬢様。マスター階梯は第二位・智天使。「蒼銀のフラグメンツ」第2章における主人公。
プライドが高く高慢な性格だが、それに見合った実力の持ち主であり、今回の聖杯戦争における実質上トップクラスの魔術師。残忍な面もあるが、一方で華やかさも持ち合わせている。魔術系統は黒魔術を始め、ルーンや降霊術全般を得意としている。また動物を使い魔として使役する。沙条家とは父の代の知己であったが、また綾香とは同じ学校に通う間柄ではあるが、面識はない。令呪の位置はうなじ。
前回の聖杯戦争ではマスターとなった父に従って聖杯戦争を間近で体験することになる。その最中、「聖杯戦争のマスターとなり勝利しなければ死ぬ」という呪いを植え付けられている。美沙夜は亡父が聖杯への執念を娘に強制するための行為だと思っていたが、実際は沙条愛歌による呪詛であった。物語中盤以降、呪いの進行により死亡、「堕天」状態で徘徊する屍人になってしまう。
『Fate/stay night』の遠坂凛の原型となったキャラクター。
ランサー
声 - 中井和哉
- パラメータ： 筋力：A / 耐久：C / 敏捷：A+ / 魔力：B / 幸運：D / 宝具：B

玲廓館美沙夜が召喚した槍兵のサーヴァント。槍を携えた青髪の偉丈夫。サーヴァント階位は第四位。
荒っぽいが筋は通す若者然とした性格をしており、美沙夜の皮肉も軽く流す度量を備えている。美沙夜からは何かと小言を言われているが、本人はスカサハの面影を残す美沙夜を気に入っているもよう。中盤の終わり頃、屍人化した美沙夜の呪いを解除し殺害することを条件としてサンクレイドにセイバーを奪われた綾香に協力することとなる。
真名はクー・フーリン。宝具は必中の槍・穿ちの朱槍（ゲイ・ボルグ）。しかし宝具は美沙夜の方針によって封印されており、初登場時は木製の槍で交戦していた。
『Fate/stay night』のボディースーツのような軽装と違い、毛皮をあしらった甲冑姿というどちらかといえば重装備寄りの装いである。
伊勢三杏路（いせみ あろ）
声 - 緒方恵美
外見10歳程の少年。マスター階梯は第三位・座天使。
自らの不幸な境遇を恨まず、世界の平和を望む心優しい性格。自らのサーヴァントにペルセウスを選んだのも、幸福だった英雄が望む未来に理想の願いを夢見たからであった。8年前の聖杯戦争で敗れた魔術師一派によってマスターとして擁立されている。しかし8年前の聖杯戦争で愛歌によって獣（ビースト）を埋め込まれているために半生半死の状態であり、魔術と医療機械によって無理矢理生かされていた。ライダー召喚の7日後、聖杯戦争が始まる前に息を引き取るが、その際、令呪を全て使ってライダーを受肉させた。令呪の位置は左掌。
「旧Fate」では性別は女性だった。
ライダー
声 - 宮野真守
パラメータ： 筋力：D+ / 耐久：E+ / 敏捷：B+ / 魔力：B+ / 幸運：A+ / 宝具：ABCDE
マスター不在のサーヴァント。一般学生の装いをした美男子。サーヴァント階級は第五位。
沙条綾香のクラスメイトとして一員に溶け込んでおり、名前もマスターの伊勢三の名を用いている。涙もろい所があるなど情に篤い性格だが、行き過ぎた同情を表す事もあり、笑顔で無実の人間を惨殺するなど異常な面も持つ。マスターの意向により、生前不幸な結末を迎えなかった唯一のサーヴァント。サーヴァントとして行動する際には仮面を装着しており、その仮面がマスターの代わりの役割を果たしている。
真名はペルセウス。宝具は「空を駆ける羽のサンダル」「被った者の姿を消すマント」「青銅鏡の盾（レーダー、ソナー）」「不死身殺しの鎌（ハルペー）」「鏡像結界の袋（キビシス）」「騎英の手綱（ベルレフォーン）」の6つ。ただし一度に一つしか使用できないという制約がある。
「旧Fate」ではテセウスであり、手綱の宝具を使うことが明かされている。
サンクレイド・ファーン
声 - 子安武人
バーサーカーのマスター。特徴のない風貌のアメリカ人僧侶。マスター階梯は番外位。
人間性を感じさせない爬虫類のような外見の細身の男性。表向きは温厚な人物を装っているが、その実は激しい差別主義者であり、東洋人を人間と見なしておらず、また異端者であれば情けも介在させずに殺害するという外道漢。聖堂教会・第八秘跡の異端審問員・代行者であり、テンプル騎士団から派遣されるという形で聖杯戦争に参加する。尤も殺害した人数があまりにも多すぎるために枢機卿たちも庇いきれず、今は偽名と偽の国籍で職務を全うしている。
用心深い性格で、魔法陣とともに移動するために規格外の防御力を誇っている。聖杯戦争に参加するマスターの中では最高の実力者であるが、協力者であったバーサーカーの召喚者を殺害して令呪を奪ったという経緯があるため、階梯は最下位の下である番外に留まっている。令呪の位置は舌。
「旧Fate」ではバーサーカーのマスターは倒した女を強姦する外道牧師。また「能面のヤツ」とも称されている。
沙条愛歌（さじょう まなか）
声 - 豊崎愛生
綾香の6歳上の姉。故人。マスター階梯は、1回目2回目の聖杯戦争ともに第一位・熾天使。「蒼銀のフラグメンツ」、「Labyrinth」の主人公。
純粋無垢で無邪気な性格。しかしそれ故に残酷な所業を平然とやってのける魔術師然とした少女。セイバーに対して臆面なく思慕の情を向けており、その願いも彼の願いを叶える事であると述べている。妹である綾香に対しては表面的には優しい姉として情を向けていたが、魔術師としては凡人との評価を下しており、最終局面においてはビースト召喚の生贄に利用しようとしていた。
類稀なる才能を持った魔術師であり、あらゆる魔術を自在に行使する。8年前の聖杯戦争でセイバーを召喚し、労苦もなくその勝利者となったが、セイバーの造反によって胸を刺し貫かれて死亡。その亡骸はセイバーによって大聖杯にくべられていた。しかし聖杯の力で半ゾンビ状態で復活し、サーヴァント・ビーストのマスターとして現界する。聖杯の正体については8年前の時点で気づいており、その際に大量の少女たちを生贄として虐殺した。令呪の位置は胸部中央。また胸部と背部には8年前にセイバーによって貫かれた傷が今でも残っている。自称だが、生まれつき根源と接続しているらしい。
沙条広樹（さじょう ひろき）
声 - 東地宏樹
綾香と愛歌の父。故人。根源の到達を目標とし、それなりの歴史を持つ典型的な魔術師。
8年前の聖杯戦争で長女の愛歌をマスターに擁立して参戦し、聖杯成就の一歩手前まで至るが、聖杯の本質を知る愛歌の凶行を止めようとするも全く歯が立たず、愛歌の呼び寄せた触手によって惨殺された。綾香に対しても魔術の手ほどきを行っており、それなりに愛情は注がれていたらしい。
アーチャーのマスター
眼鏡をかけた青年。マスター階梯は五位・力天使。
街を一望できる高層ビルのオーナー兼社長を務める。アーチャーが現代によく溶け込んでいるのは、彼の影響が大きいらしい。令呪の位置は左貌。
「旧Fate」では、『Fate/stay night』とキャラクター造形に変更はないが、孤児院出身のエセ神父で葛木とは旧知の仲らしい。
ビースト
沙条愛歌の召喚した獣のサーヴァント。存在しないはずの第八のクラス。
聖杯戦争によって真にもたらされるというもの。その正体は『黙示録』にある「666の獣」。人間の業罪や欲望を形にしたもの。そもそも本編で行われる聖杯戦争はこのビーストを完成するための儀式に過ぎないらしい。
『Fate/Grand Order』にて、人類悪の一つと設定され、ビーストVIと設定された。
バーサーカー
狂戦士のサーヴァント。サーヴァント階級は二位。召喚者である魔術師をサンクレイド・ファーンが殺してマスターになっている。
詳細は不明だが、設定画は『Fate/stay night』のものに近い。
「旧Fate」では『Fate/stay night』とキャラクター造形に変更はなく真名はヘラクレスだった。
キャスター
魔術師のサーヴァント。サーヴァント階位は不明。
綾香の通う学校に結界を施していた。ライダーとは因縁があるらしい。
「旧Fate」では『Fate/stay night』とキャラクター造形に変更はなく真名はメディアだった。
アサシン
暗殺者のサーヴァント。サーヴァント階位は不明。
詳細不明。
「旧Fate」では『Fate/stay night』とキャラクター造形に変更はなく、真名は佐々木小次郎。山門に居を構えるサーヴァントであったらしい。『Fate/stay night』との大きな相違点としては、女性的な妖しい美系キャラで、宮本武蔵と戦った本物の佐々木小次郎だった。
キャスターのマスター
詳細不明。
「旧Fate」では『Fate/stay night』とキャラクター造形に変更はなく、名前も葛木（くずき）だった。「撲殺教師」。またアーチャーのマスター（「エセ神父」）とは同じ孤児院の出身であったらしい。教師だが生粋の格闘家であり、魔術師ではないがキャスターを召喚した。特技は人殺し。

### 『蒼銀のフラグメンツ』の登場キャラクター
アサシン
声 - 千本木彩花
- パラメータ： 筋力：D / 耐久：D / 敏捷：A+ / 魔力：C / 幸運：A / 宝具：C
- スキル： 気配遮断 / 単独行動 / 投擲（短刀） / 変化 / 対毒

8年前の聖杯戦争における暗殺者のサーヴァント。サーヴァント階位は最低の第七位。
髑髏面を装着した褐色肌の若い女性。聖杯戦争開幕から程なくしてはぐれサーヴァントになった所に、沙条愛歌と遭遇する。自身から発せられる毒を受けても平然としている愛歌に圧倒され、以後は愛歌に走狗としての忠誠を誓う。
真名は中東暗殺教団の首魁「静謐のハサン」。歴代の「山の翁」の中でも毒の扱いに長けた人物。宝具は「妄想毒身（ザバーニーヤ）」。
キャスター
声 - 三木眞一郎
- パラメータ： 筋力：D / 耐久：E / 敏捷：C / 魔力：A / 幸運：B / 宝具：A+
- スキル： 陣地作成 / 道具作成 / 高速詠唱など

8年前の聖杯戦争における魔術師のサーヴァント。サーヴァント階位は第六位。マスターは玲瓏館美沙夜の父。
理知的で穏やかな風貌の、長身長髪の男性。アベレージ・ワンと呼ばれる五大元素を操る最高位の魔術師であり、自身もまたマスターたち同様根源への到達を目指す。人格者であり、現代の魔術師はみな自分の教えを学んだ弟子のようなものと認識しており、マスターや美沙夜から深く信任された。しかし一方で魔術師にありがちな非常に冷めた現実的かつ冷酷な性質も持ち合わせている。その高い陣地作成スキルにより玲瓏館の館を「神殿」レベルまでの魔術要塞へと作り変えた。聖杯戦争半ばにおいて、突如として接触してきた沙条愛歌の才覚に深く魅了され、密かに玲瓏館を離反する。その際、愛歌が美沙夜に呪詛をかけられるように細工を施していた。離反の露見後は玲瓏館を完全に見限り、愛歌と再契約を交わす。
真名はルネサンス期に一世を風靡した錬金術師ヴァン・ホーエンハイム・パラケルスス。宝具は「元素使いの魔剣（ソード・オブ・パラケルスス）」。
ライダー
声 - 子安武人
- パラメータ： 筋力：C / 耐久：C / 敏捷：B / 魔力：A / 幸運：A+ / 宝具：EX
- スキル： 対魔力 / 騎乗 / カリスマ / 神性 / 皇帝特権

8年前の聖杯戦争における騎兵のサーヴァント。サーヴァント階位は第五位。
自らを王の中の王と称する傲岸不遜な性格の男。マスターの意向より自らの意向を優先させ、玲瓏館陣営との同盟締結に際してもその可否を自ら判断した。その際、美沙夜に「王者の気風」を感じ取り、大いに気に入っている。のち東京全域を焦土にすると発し、晴海埠頭に自らの宝具である固有結界「光輝の大複合神殿（ラムセウム・テンティリス）」を展開してセイバー・ランサー・アーチャーの三騎士を待ち構える。非常に強力かつ唯一無二の宝具を操り、三騎士を相手取ってもなお互角の勝負を繰り広げるが、最後はセイバーの宝具によって敗北した。
真名は「太陽王」と呼ばれるエジプト最高のファラオ・オジマンディアス。宝具は前述の固有結界に加え、軍船としてライダーの乗る浮船「闇夜の太陽の船（メセケテット）」。そして超強力な使い魔として走狗とする神獣・スフィンクスを召喚する「熱砂の獅身獣（アブホル・スフィンクス）」の三つ。
ランサー
声 - 能登麻美子
8年前の聖杯戦争における槍兵のサーヴァント。サーヴァント階位は第四位。
口調は穏やかだが、身の丈ほどもある長槍を軽々と操る女傑。マスターに全てのサーヴァントと戦闘するように命じられており、その中で最大の難敵と見極めた相手の前で霊薬を服用するように強制されている。セイバーを最大の難敵と見定め、その眼前で霊薬を飲み干した。
真名はワルキューレの長女ブリュンヒルデ。宝具は「死がふたりを分断つまで（ブリュンヒルデ・ロマンシア）」と「わたしだけの冥府への旅（ブリュンヒルデ・コメーディア）」。
アーチャー
声 - 鶴岡聡
8年前の聖杯戦争における弓兵のサーヴァント。サーヴァント階位は第三位。
奥多摩山中でセイバーと遭遇し、遠距離射撃による絶技でセイバーを翻弄する。しかしその戦闘の最中、マスターであるエルザを愛歌の支配下に置かれてしまい、最終的にライダー相手に令呪3画で強化された宝具を放ち消滅した。
真名は古代ペルシャの大英雄・アーラシュ。宝具は彼の伝説を再現した強力な一射「流星一条（ステラ）」だが、使うと伝説同様に消滅する。
バーサーカー
声 - 宮野真守
- パラメータ： 筋力：B+ / 耐久：B+ / 敏捷：C / 魔力：D / 幸運：D / 宝具：C
- スキル： 狂化 / 自己改造 / 変化 / 怪力 / 無力の殻

8年前の聖杯戦争における狂戦士のサーヴァント。サーヴァント階位は第二位。
穏やかな雰囲気の青年。しかし、宝具である霊薬「密やかなる罪の遊戯（デンジャラス・ゲーム）」の使用により凶暴な獣人のような姿に変貌する。
マスター、そして自らの方針として玲瓏館の館を執拗に狙う。セイバーとは二度矛を交えるが、いずれも不利な状況下を強いられ、最後はマスターを殺害された挙句、自らもライダーの宝具によって消滅した。
真名はヘンリー・ジキル、そして反英雄ハイド。本人、またはそのモデルとなった人間とされる。原作より1990年ミュージカル版に近い造形で描かれる。
『Fate/Grand Order』では、アサシンのジキルとして召喚されるが、宝具発動によりバーサーカーのハイドに切り替わるようになっている。
沙条母
綾香と愛歌の母。故人。8年前の聖杯戦争の時点で既に死亡している。彼女もまた魔術師であったようで、遺産として広大なガーデンを綾香のために残した。
玲瓏館父
声 - 伊藤栄次
玲瓏館美沙夜の父。8年前の聖杯戦争におけるキャスターのマスター。マスター階梯は第三位・座天使。
極東屈指の名門魔術師・玲瓏館家の主にして、歴代でも優秀な魔術師として知られる男性。東京杉並に豪邸を構え、また政財界とも繋がりを持つ。聖杯戦争においてはキャスターの助力を得て神殿レベルの魔術工房を形成し、また屈指のサーヴァントであるライダー陣営と同盟を結ぶなど策を巡らした。特に後者は自己強制証明（セルフ・ギアス・スクロール）を用いた絶対遵守の契約だったが、キャスターの離反によって図らず契約違反となってしまい、ギアスの強制によって頓死する。美沙夜の呪詛については原因を看破していたが、それを正確に美沙夜に伝える事ができず、その結果美沙夜は長年、その呪いを父によるものであると勘違いをしていた。
伊勢三玄莉（いせみ しずり）
声 - 小柳基
8年前の聖杯戦争におけるライダーのマスター。仮面を付けた老人。マスター階梯は第四位。
東京奥多摩に魔術工房を構える魔術集団の長。ライダーを使役しきれていない点があるものの、十分な防御を構えて敵マスターを迎撃する。
ナイジェル・セイワード
声 - 橋詰知久
8年前の聖杯戦争におけるランサーのマスター。「心理の支配者」の異名を持つの魔術師。マスター階梯は第二位。
エルザ・西条（エルザ・さいじょう）
声 - 洲崎綾
8年前の聖杯戦争におけるアーチャーのマスター。マスター階梯は第五位。
日本とドイツのハーフ。
來野巽（きたの たつみ）
声 - 田丸篤志
8年前の聖杯戦争におけるバーサーカーのマスター。魔術の存在も知らないごくごく平凡な高校2年生。マスター階梯は第七位。
偶然バーサーカーを召喚し、聖杯戦争に巻き込まれてしまう。
母方の一族が魔術師の家系の末裔であるらしく、右目に生物の動きを停止させる魔眼を持つ。
仁賀征爾（じんが せいじ）
声 - 伊丸岡篤
アサシンを召喚した魔術師。年齢は20代、魔術系統は錬金術。マスター階梯は第六位。
召喚直後のアサシンの姿に魅了され、不用意に触れた結果彼女の毒によって死亡した。
來野環（きたの たまき）
声 - 田中あいみ
來野巽の妹。中学3年生。実家の広島で両親と暮らしている。音信不通となった兄の様子を見るため、単身で上京してくる。
玲瓏館母
玲瓏館美沙夜の母。
父や美沙夜とは違って直接的には魔術世界とは関わりのない人物。聖杯戦争期間中は家令や使用人らとともに、伊豆の別邸へと退避していた。聖杯戦争後、程なく病に倒れ没した。
ネフェルタリ
声 - 石見舞菜香
ライダー / オジマンディアスの過去回想に登場。オジマンディアス最初の妃であり、数多くいる妃の中でも最も愛された少女。
モーセ
声 - 緒方恵美
ライダー / オジマンディアスの過去回想に登場。義兄弟の契りを結んだ親友であり、幼い頃から共に成長した。伊勢三杏路と風貌が似ている。
シグルド
声 - 津田健次郎
ランサー / ブリュンヒルデの過去回想、およびドラマCD第1巻の特典小説「鎧纏わぬ私に」に登場。生前の恋人。
ルキウス・ヒベリウス
声 - 細谷佳正
セイバー / アーサーの過去回想に登場。アーサーの時代のローマ皇帝であり、ブリテンに侵攻して激闘を繰り広げた。
モードレッド
声 - 石谷春貴
セイバー / アーサーの過去回想に登場。アーサーの息子。彼に対して歪み狂った愛を抱いており留守の間に叛逆を起こす。
外見は『Fate/stay night』で言及された容姿とは異なりアーサーによく似ており、愛されていたという自覚は持ち合わせていた。
マーリン
声 - 川澄綾子
セイバー / アーサーの過去回想に登場。アーサーに仕えた魔術師。
『Fate/stay night』に登場するアーサーは女性で、マーリンは男性であるが、本作ではアーサーが男性、マーリンは女性と入れ替わっている。
ビジュアルは『Fate/Grand Order Arcade』で初めて公開された。

### 『Labyrinth』の登場キャラクター
ノーマ・グッドフェロー
『Fate/Labyrinth』における語り部。および後半の主人公。
10代半ばの魔術使いの少女。魔術協会の依頼で遺物などを収集している。本人の魔術の素養は高いわけでなく、性格も臆病で実戦などには向いていないが、「妖精眼（グラムサイト）」という魔眼を持っており、神秘などと邂逅しやすい性質を持っている。
アルカトラスの第七迷宮に潜入していたが、一団が迷宮のモンスターに襲われて壊滅する中ただ一人生き残る。その後、亜種聖杯戦争の開始に伴って偶然にもセイバーのマスターとなるが、直後に突如並行世界から転移してきた沙条愛歌によって一時的に憑依されてしまう。
セイバー
剣士の英霊。アルトリア・ペンドラゴン。『Fate/stay night』におけるセイバー。
アルカトラスの第七迷宮で発生した亜種聖杯戦争において召喚され、ノーマのサーヴァントとなるが、直後にノーマに沙条愛歌が憑依したため愛歌と契約する。愛歌がかつて契約したセイバーとは出典上はアーサー王という同一人物であり、「霊体化できない」「聖杯の力で故国を救おうとしている」という共通点があるが性別が違う。宝具は「約束された勝利の剣（エクスカリバー）」。亜種聖杯については能力の低いものとみなし、破壊することを目的としている。
アーチャー
弓兵の英霊。ロビンフッド。『Fate/EXTRA』におけるアーチャー。
アルカトラスの第七迷宮で発生した亜種聖杯戦争において召喚される。罠の扱いに長けている事から迷宮内を愛歌たちよりも早く攻略していた。愛歌たちの戦闘力の高さに目をつけ、共闘を申し込む。
キャスター
魔術師の英霊。メディア。『Fate/stay night』におけるキャスター。
アルカトラスの第七迷宮で発生した亜種聖杯戦争において召喚される。圧倒的な火力を誇り殲滅線を得意とすし、第一階層を単独で突破していたが、愛歌にその火力を頼まれて共闘を受諾する。
アサシン
暗殺者の英霊。呪腕のハサン・サッバーハ。『Fate/stay night』における真アサシン。
アルカトラスの第七迷宮で発生した亜種聖杯戦争において召喚される。高度な探索能力を駆使して第一階層を単独で突破していたが、キャスターと同時に愛歌と共闘する事を選ぶ。
グレイ
鎌を得物としているフードをかぶった少女で、アルカトラスの第七迷宮の最下層でノーマと出会う。ノーマより後に迷宮に潜入し、愛歌たちの後をつける事で迷宮を踏破していたが、第四階層ではぐれてしまっていた。
後にノーマと合流し、戦闘役として行動を共にする。アッドと呼ばれる意思を持つ礼装を所持しており、ノーマからは当初ランサーのサーヴァントと誤認されていた。
『ロード・エルメロイII世の事件簿』の登場人物。詳細は該当記事を参照。
ヴォルフガング・ファウストゥス
アルカトラスの第七迷宮の最奥に潜んでいた男。亜種聖杯戦争の黒幕。
幻想種であり吸血種であるラミュロスを自称する。迷宮の装置として存在していたようだが、迷宮を利用して亜種聖杯戦争を起こし、英霊の霊核を抽出する実験を行おうとしていた。
ロード・エルメロイII世
魔術協会時計塔の魔術師。グレイの師でありアルカトラスの第七迷宮で発生した亜種聖杯戦争の調査を行っていた。
コーバック・アルカトラス
かつてアルカトラスの第七迷宮を作ったと言われる大魔術師。

## スタッフ
- 企画 - TYPE-MOON
- 原作 - 奈須きのこ
- キャラクターデザイン - 武内崇 / 逢倉千尋 /  近衛乙嗣
- エクスカリバーデザイン - RAITA
- 令呪・魔法陣デザイン - PFALZ
- 脚本 - 上江洲誠
- コンテ - 岸誠二 / 小倉陳利 / 松本剛彦
- 演出 - 九十九十一
- 作画監督 - 森田和明 / 松本剛彦
- アニメーションキャラクターデザイン - 森田和明
- 美術監督 - 下山和人
- 色彩設計 - 柳澤久美子
- 撮影監督 - 塩見和欣
- 編集 - 田村ゆり
- CG監督 - 内山正文
- 音響監督 - 飯田里樹
- 音楽 - 高梨康治
- 音楽制作 - ランティス
- アニメーション制作 - Lerche
- 監督 - 岸誠二
- 製作 - ノーツ / ラルケ / バンダイビジュアル

## Fate/Prototype 蒼銀のフラグメンツ
桜井光によるスピンオフ小説。イラストは中原。『コンプティーク』2013年8月号から2016年10月号まで連載。単行本1巻ごとの全5部に区切られている。1991年に行われた「8年前の聖杯戦争」が物語の主軸となっている。
当初は1巻のみの短編集として企画されたため、1991年の聖杯戦争から沙条愛歌に関する出来事が抜き出されて描かれた。以降も連載が継続することになり、各部ごとに設定したテーマに関連するキャラクターを掘り下げていくという形で聖杯戦争の全貌が描かれていった。単行本はKADOKAWA（角川書店）より発刊され、既存レーベルではなくTYPE-MOONが独自に発刊してきた「TYPE-MOON BOOKS」の体裁に似せた形態の単行本として発刊されている。

### 既刊一覧
単行本
- 桜井光（著）・TYPE-MOON（原作）・中原（イラスト） 『Fate/Prototype 蒼銀のフラグメンツ』 KADOKAWA、全5巻
  1. 2014年9月10日初版発行（同日発売[10]）、ISBN 978-4-04-102127-9
  2. 2014年10月10日初版発行（同日発売[11]、ISBN 978-4-04-102128-6
  3. 2015年3月26日初版発行（同日発売[12]）、ISBN 978-4-04-102452-2
  4. 2016年3月10日初版発行（同日発売[13]）、ISBN 978-4-04-102453-9
  5. 2017年4月26日初版発行（同日発売[14]）、ISBN 978-4-04-103144-5

文庫
- 桜井光（著）・TYPE-MOON（原作）・中原（イラスト） 『Fate/Prototype 蒼銀のフラグメンツ』 KADOKAWA〈角川文庫〉、全5巻
  1. 2024年9月24日発売[15]、ISBN 978-4-04-115333-8
  2. 2024年10月25日発売[16]、ISBN 978-4-04-115334-5
  3. 2024年11月25日発売[17]、ISBN 978-4-04-115335-2
  4. 2024年12月24日発売[18]、ISBN 978-4-04-115336-9
  5. 2025年1月24日発売[19]、ISBN 978-4-04-115337-6

### ドラマCD
『Fate/Prototype 蒼銀のフラグメンツ Drama CD & Original Soundtrack』のタイトルで本作のドラマCDが発売された。1991年の聖杯戦争が時系列順に再構成され、小説にない場面の追加も行われている。各巻CD1枚にサウンドトラックが収録され、ブックレットには特典として『Fate/Prototype 蒼銀のフラグメンツ 「Fragments」』と題した桜井光による短編小説が各巻2篇掲載されている。
- 『Fate/Prototype 蒼銀のフラグメンツ Drama CD & Original Soundtrack』 アニプレックス、全5巻
  1. 「東京聖杯戦争」、2017年10月25日発売、CD3枚組[21]
  2. 「勇者たち」、2018年1月24日発売、CD3枚組[22]
  3. 「回転悲劇」、2018年9月26日発売、CD3枚組[23]
  4. 「東京湾上神殿決戦」、2019年2月27日発売、CD3枚組[24]
  5. 「そして、聖剣は輝く」、2019年11月27日発売、CD6枚組[25]

#### スタッフ（ドラマCD）
- 脚本 - 桜井光
- 監督 - 高宮宏臣
- 音楽 - 池田善哉
- ナレーション - 山本兼平
- 発売 - アニプレックス

### コミカライズ
鈴木ツタによるコミカライズがTYPE-MOONコミックエースにて2023年7月26日より連載開始された。ストーリーはコミカライズ用に再構成されている。
- 鈴木ツタ（漫画）・桜井光 / TYPE-MOON（原作）・中原（原作イラスト） 『Fate/Prototype 蒼銀のフラグメンツ』 KADOKAWA〈角川コミックス・エース〉、既刊1巻（2024年12月26日現在）
  1. 2024年12月26日発売[27][28]、ISBN 978-4-04-115266-9
    - （アクリルスタンド付き特装版）同日発売[27][29]、ISBN 978-4-04-115265-2

## Fate/Labyrinth
桜井光によるスピンオフ小説。イラストは中原、モンスターイラストはマタジロウが担当。『コンプティーク』2015年5月号から7月号まで連載し、単行本書き下ろしを加えて全1巻で完結。別の世界の迷宮で行われた亜種聖杯戦争に夢を通じて沙条愛歌が関わるというストーリーで、他シリーズのサーヴァントやキャラクターが登場しコラボレーション作品としての側面もある小説となっている。『蒼銀のフラグメンツ』において一部のサーヴァントのビジュアルを『Fate/Grand Order』で公開するという連動を行うため、3部終了から4部開始まで休載期間が生じることになり、その間に本作が連載された。

### 書誌情報
単行本
- 桜井光（著）・TYPE-MOON（原作）・中原（イラスト） 『Fate/Labyrinth』 KADOKAWA、2016年1月9日初版発行（同日発売[31]）、ISBN 978-4-04-103595-5

文庫
- 桜井光（著）・TYPE-MOON（原作）・中原（イラスト） 『Fate/Labyrinth』 KADOKAWA〈角川文庫〉、2025年2月25日発売[32]、ISBN 978-4-04-115809-8

## 関連作品
カーニバル・ファンタズム 3rd Season
2011年12月31日発売
本作を同梱したTYPE-MOON十周年記念OVA。設定資料集『Prototype/material』も封入。
Fate/Prototype Tribute Phantasm
2012年8月10日発売（角川書店、ISBN 978-4-04-120393-4）
本作のアンソロジーコミック。奈須きのこと武内崇のインタビューや設定画なども収録されている。
Fate/Prototype Animation material
2013年3月30日発売（TYPE-MOON BOOKS）
資料集。OVA『カーニバル・ファンタズム』の特典ショートアニメ映像では未使用となったカットを含めたオリジナルコンテ（総カット数379カット、総尺36分2秒）を完全収録。その他「Prototype/material」を加筆修正のうえ再掲。
氷室の天地 Fate/school life
磨伸映一郎による漫画作品。メインキャラの一人として沙条綾香が登場。ただしPrototypeの綾香とは「世界線が違う」らしく、冬木市内にある極上の龍脈の上に家を構えていた事やロード・エルメロイII世ことウェイバー・ヴェルベットの直弟子となっているなど、育った環境があまりにも違うために自然と性格もPrototype本編とは著しく異なっている。
Fate/Prototype ドラマCD「船上のメリークリスマス殺人事件」
『コンプティーク』2012年12月号付録。脚本は磨伸映一郎。
とびたて！超時空トラぶる花札大作戦
シナリオに本作の登場人物が複数登場する。詳細は該当記事参照。
Fate/hollow ataraxia
PS Vita版に収録されるミニゲーム「カプセルさーばんと」において、沙条綾香はじめ本作のキャラクターが登場する。
Character material
「原作版Fate」についての設定が公開されている。詳細は該当記事参照。
Fate/strange Fake
成田良悟による小説作品。沙条綾香によく似たアヤカ・サジョウなるキャラが登場しておりセイバー（本作のセイバーとは別人）のマスターとして活躍しているが、Prototypeの綾香よりも、むしろ氷室の天地の綾香となんらかの関係性があるとされている。
Fate/Grand Order
スマートフォンゲーム。本作および『蒼銀のフラグメンツ』のサーヴァントが登場する。
Fate/Grand Order Arcade
『Fate/Grand Order』を元にしたアーケードゲーム。セイバーが登場するほか、本作の世界のマーリンが『Grand Order』に先駆けて登場しビジュアルが公開された。